# Zorica Radaković
Zorica Radaković (Sinj, 3. prosinca 1963.) je hrvatska pjesnikinja i spisateljica. Piše prozu i radio-drame, eseje, kritike i drame.
Godine 1984. izlazi joj u kritike vrlo zapažena knjiga-projekt “Svaki dan je sutra“. Od tad uz prozu i poeziju objavljuje i eseje, kritike te radio drame i drame, a nedavno joj je objavljen roman "Sanjarica". 
Na Filozofskom fakultetu u Zagrebu apsolvirala je na Odsjeku za jugoslavenske jezike i književnost. 
Jedno vrijeme je radila kao novinarka (za “Globus“, “Danas“ te izdanja VPA), a potom radi kao samostalna umjetnica.Uz autorski rad bavila se i radio dramaturgijom te je za Dramski program Hrvatskog radija adaptirala prozna djela Edgara Allana Poea, Stefana Grabińskog, Jiřija Šotole, Denis Diderota, Lava N. Tolstoja i drugih. 
Na hrvatski jezik prevodi i pjesme s makedonskog jezika. Tako je prevela i neke pjesme od makedonskog pjesnika Konstantina Miladinova.
Na međunarodnom natječaju u Beču, namijenjenom za kazališne pisce s područja bivše Jugoslavije, 2000. dobila je drugu nagradu za dramu "Susjeda". Isto djelo je praizvedeno na njemačkom u kazalištu u Beču Theater m.b.H. i kasnije u suradnji bečkih kazališta Theatera m.b.H. i Volkstheatera.
Članicom Hrvatske zajednice samostalnih umjetnika od 1990.
Članicom Društva hrvatskih književnika je od 1990. – 2002.
Članicom hrvatskog PEN-a od 2000.

DJELA
Knjige: 
- Svaki dan je sutra (knjiga-projekt, "Quorum", Zagreb,1984.),  
- U mraku mrtav čovjek (poezija, "Quorum", Zagreb 1989.),  
- Bit će rata (poezija, "Zrinski", Čakovec, 1990.),  
- Ke ima vojna (poezija, prijevod; "˝Makedonska kniga“, Skopje, 1993.),  
- Pola jedan (poezija, "Perun", Zagreb, 1995.),  
- Eto muha (poezija, "Areagrafika", Zagreb, 1999.)  
- Žene, muškarci, psi (pjesme, "POP&POP", Zagreb, 2002.). 
- Stoj na glavi (drame "Dresura“ i "Susjeda“; "POP&POP", Zagreb, 2002.).  
- Sanjarica, (roman, Fraktura", Zaprešić 2017.) 
Drame i radio drame:
- Dresura – drama; Studentsko eksperimentalno kazalište, Zagreb, 1988.
- Lica mijenjaju svjetove – radio drama; Hrvatski radio, 1994.
- Sadašnjost – radio drama; Hrvatski radio, 1996. i Radio Maribor, 1996.
- Susjeda – drama; Theater m.b.H., Beč, studeni 2001., te Zagrebačko kazalište mladih, Zagreb, veljača 2002. 
- Vjera – radio-drama; Hrvatski radio, 2001. 
- Mona Lisa i ja – radio drama; Hrvatski radio, 2002.
- Frizura – radio drama; Hrvatski radio, 2002.
- Jogurt za kćer – radio drama; Hrvatski radio, 2004.
- Borbe pasa – radio drama; Hrvatski radio, 2004.
- Reanimacija – radio drama; Hrvatski radio, 2005.
- Koja kokoš – radio drama; Hrvatski radio, 2005.
- Savanarola – radio drama; Hrvatski radio, 2005.  
- Krive su gljive – radio drama; Hrvatski radio, “Fantastika u radio-drami“, 2005.
- Priznanje – radio drama; Hrvatski radio, “Radio-napetica“, 2005.
- Iz ljubavi – radio drama; Hrvatski radio, “Radio-napetica“,  26.5. 2006.
- Buka, muka i strah, radio drama; Hrvatski radio, “Radio drama“, 7. 9. 2006.
Zastupljenost u pregledima i antologijama:
- Skupljena baština (Suvremeno hrvatsko pjesništvo 1940. – 1990.), Školske novine, Zagreb, 1993.
- Schutzzone (und andre neue StUcke aus Exjugoslawien), Folio Ferlag, Beč 2002, (drama “Die Nachbarin“ / “Susjeda“)
- Kroataj poetinoj de la 20-a jarcento, Hrvatski savez za esperanto, Zagreb 2003.
- Via lattea, (poesia femminile croata contemporanea), Lint, Trst, 2004.
- Croatian nights, (priča “Yogurt for Nina“) "Serpen't Tail", London, 2005.
- Svaka priča na svoj način, (Hrvatska ženska kratka priča, Večernji list 1964-2004.), Naklada MD, Zagreb 2006.
- Najbolje hrvatske priče 2005., (priča “Jogurt za Ninu“) “Profil“, Zagreb 2006.

## Vanjske poveznice
- Zarez br. 92  Arhivirana inačica izvorne stranice od 22. kolovoza 2007. (Wayback Machine) Žene, muškarci, psi; 21. studenog 2002.